# Fédérations syndicales internationales
À ne pas confondre avec la Fédération syndicale internationale, une organisation syndicale fondée en juillet 1919 et fondue en 1945 dans la Fédération syndicale mondiale.
Les Fédérations syndicales internationales (FSI) sont des fédérations internationales regroupant des syndicats nationaux ou régionaux qui organisent et représentent les travailleurs d'une profession ou d'un secteur industriel donné. Les FSI étaient autrefois appelées Secrétariats professionnels internationaux (SPI).
La plupart des grands syndicats nationaux ou fédérations nationales sont affiliés à une ou plusieurs fédérations syndicales internationales correspondant au secteur dans lequel travaillent leurs membres. Les syndicats sont généralement également affiliés à une centrale syndicale nationale ou confédération, qui pourra, à son tour, être affiliée à une structure interprofessionnelle internationale telle que la Confédération syndicale internationale (CSI). 
En collaboration avec la Confédération syndicale internationale et la Commission syndicale consultative auprès de l'OCDE, dix fédérations syndicales internationales ont créé un site internet commun: Global Unions. Les fédérations syndicales internationales ont publié un ouvrage sur l'histoire du mouvement syndical, Making a World of Difference: Global Unions at Work, dont la parution a coïncidé avec le lancement de la CSI en 2006. Il est possible de le télécharger sur le site Global Unions.

## Liste des fédérations syndicales internationales
| Nom | Acronyme    | Headquarters        | Fondation        |
| --- | ----------- | ------------------- | ---------------- |
| Alliance internationale des arts et du divertissement (en)                                                                                 | IAEA        | Bruxelles           | 1997             |
| Conseil international des travailleurs portuaires                                                                                          | IDC         |                     | 27 Juin 2000     |
| Fédération mondiale des travailleurs scientifiques                                                                                         | WFSW        | Montreuil-sous-Bois | 1946             |
| Fédération internationale des ouvriers du transport                                                                                        | ITF         | Londres             | Juin 1896        |
| Fédération internationale des journalistes                                                                                                 | IFJ         | Bruxelles           | 1926             |
| Federation of International Civil Servants' Associations                                                                                   | FICSA       | Genève              | 1952             |
| IndustriALL global union | IndustriAll | Genève              | 19 Juin 2012     |
| International Affiliation of Writers' Guilds (en)                                                                                          | IAWG        | Toronto             | 1986             |
| Internationale des travailleurs du bâtiment et du bois                                                                                     | BWI         | Genève              | 9 Décembre 2005  |
| Internationale de l'éducation | IE          | Bruxelles           | 26 janvier 1993  |
| Fédération internationale des travailleurs Domestique (en)                                                                                 | IDWF        | Hong Kong           | 2013             |
| Fédération internationale des Acteurs (en)                                                                                                 | FIA         | Bruxelles           | 1952             |
| Fédération internationale des associations de pilotes de ligne                                                                             | IFALPA      | Montréal            | 1948             |
| Fédération internationale des musiciens | FIM         | Paris               | 3 août 1948      |
| Internationale des services publics | PSI         | Ferney-Voltaire     | 1907             |
| Union internationale des travailleurs de l'alimentation, de l'agriculture, de l'hôtellerie-restauration, du tabac et des branches connexes | IUF         | Genève              | Août 1920        |
| UNI global union | UNI         | Nyon                | 1er janvier 2000 |